# UMdoni Local Municipality
uMdoni Local Municipality, auch Umdoni (englisch uMdoni Local Municipality) ist eine Lokalgemeinde im Distrikt Ugu der südafrikanischen Provinz KwaZulu-Natal. Der Verwaltungssitz der Gemeinde befindet sich in Scottburgh. Bürgermeister ist Thabane W. Dube.
Namensgeber der Gemeinde ist der hier einheimische Umdoni-Baum (Syzygium, Wasserbeere). Der Zulu-Begriff Umdoni steht für „hier sind wir schön“.
Ab dem 3. August 2016 vollzog sich die Angliederung von Teilen der Gemeinde Vulamehlo an uMdoni.

## Geografie
Die Gemeinde liegt an der Ostküste Südafrikas ungefähr 50 Kilometer von Durban und 65 Kilometer von Port Shepstone entfernt. 44 Prozent der Einwohner uMdonis leben in den urbanen Gebieten. An der Küste haben sich hauptsächlich Städte entwickelt. In den ländlichen Gebieten der Gemeinde befinden sich Farmen und Land, das von den Stammesautoritäten verwaltet wird.

## Städte und Orte
- aMahlongwa
- Amandawe
- Amangamazi
- Bhudubhudu
- Mafithini
- Mhlangamkhulu
- Scottburgh
- Umgwemphisi
- Umzinto
- Uswani

## Bevölkerung
Gemäß der Volkszählung von 2011 lebten hier auf der damaligen Gesamtfläche von 251,53 Quadratkilometern 78.875 Einwohner. Davon waren 77 % Schwarze, 13 % Inder bzw. Asiaten und 8 % Weiße.

## Wirtschaft

### Verkehr
Scottburgh ist das Wirtschaftszentrum der Gemeinde. Die wichtigsten Bereiche sind der Tourismus und die Landwirtschaft. Die N2 bietet der Gemeinde eine Anbindung an die Metropolgemeinde eThekwini und in den Süden. Die R56 verbindet uMdoni mit Bergville und Underberg. Außerdem gibt es in Scottburgh einen Eisenbahnanschluss.

### Tourismus
Die Gemeinde hat in Scottburgh einen beliebten Ferienort mit Bademöglichkeiten im Meer und in Schwimmbecken und weiteren Sportangeboten. Ferner gibt es Einrichtungen für Camper und Wohnwagenbesitzer. Ein weiterer Urlaubsort ist Mtwalume. Hier ist der Mtwalume Ski Boat Club ansässig, der zu den bekanntesten Wasserski-Einrichtungen KwaZulu-Natals gehört.

### Landwirtschaft
Neben dem Tourismus hängt die Wirtschaft in der Gemeinde vom gewerblichen Fischfang und einigen großangelegten kommerziellen Farmen ab. Auf den Farmen werden vor allem Zuckerrohr und Nutzholz kultiviert. In kleinem Maßstab werden diese Produkte auch in den Stammesgebieten angebaut.